# Yoshifumi Kashiwa
Yoshifumi Kashiwa (柏 好文 Kashiwa Yoshifumi?,  Fujikawa, Yamanashi, 28 de julio de 1987) es un futbolista japonés. Juega de centrocampista y su equipo es el Ventforet Kofu de la J2 League de Japón.

## Trayectoria
| Club                | País  | Año           |
| ------------------- | ----- | ------------- |
| Ventforet Kofu      | Japón | 2010-2013     |
| Sanfrecce Hiroshima | Japón | 2014-2024     |
| Ventforet Kofu      | Japón | 2025-presente |

## Palmarés

### Títulos nacionales
| Título             | Club                | País  | Año  |
| ------------------ | ------------------- | ----- | ---- |
| J2 League          | Ventforet Kofu      | Japón | 2012 |
| Supercopa de Japón | Sanfrecce Hiroshima | Japón | 2014 |
| J1 League          | Sanfrecce Hiroshima | Japón | 2015 |
| Supercopa de Japón | Sanfrecce Hiroshima | Japón | 2016 |
| Copa J. League     | Sanfrecce Hiroshima | Japón | 2022 |

### Distinciones individuales
| Distinción        | Año  |
| ----------------- | ---- |
| J. League Best XI | 2015 |